# Groupe de NGC 5082
Le groupe de NGC 5082 est un trio de galaxies situé dans la constellation du Centaure. La distance moyenne entre ce groupe et la Voie lactée est d'environ 60,9 Mpc (∼199 millions d'al). 

## Membres
Le tableau ci-dessous liste les trois galaxies du groupe indiquées dans l'article de A.M. Garcia paru en 1993.
| Nom        | Class.       | Type         | α (J2000.0)   | δ (J2000.0)  | Vitesse radiale (km/s) | m            | Distance (Mpc) | Diamètre (kal) |
| ---------- | ------------ | ------------ | ------------- | ------------ | ---------------------- | ------------ | -------------- | -------------- |
| NGC 5082   | SB0^0(rs)    | Lenticulaire | 13h 20m 40.0s | -43° 42′ 00″ | 3896 ± 42              | 12,6         | 61,3 ± 4,3     | 112            |
| ESO 270-7  | (R)SB(rs)0^+ | Lenticulaire | 13h 23m 15.6s | -43° 32′ 28″ | 3885 ± 45              | 12,97 ± 0,09 | 61,1 ± 4,3     | 166            |
| ESO 270-14 | S0- pec      | Lenticulaire | 13h 28m 27.3s | -44° 10′ 19″ | 3848 ± 37              | 12,62        | 60,5 ± 4,3     | 93             |

Le site DeepskyLog permet de trouver aisément les constellations des galaxies mentionnées dans ce tableau ou si elles ne s'y trouvent pas, l'outil du site constellation permet de le faire à l'aide des coordonnées de la galaxie. Sauf indication contraire, les données proviennent du site NASA/IPAC. 